# 920年
| 千纪： | 1千纪 |
| 世纪： | 9世纪 \| 10世纪 \| 11世纪 |
| 年代： | 890年代 \| 900年代 \| 910年代 \| 920年代 \| 930年代 \| 940年代 \| 950年代 |
| 年份： | 915年 \| 916年 \| 917年 \| 918年 \| 919年 \| 920年 \| 921年 \| 922年 \| 923年 \| 924年 \| 925年 |
| 纪年： | 庚辰年（龙年）；南吴武义二年；（晋）天祐十六年；后梁（吴越、闽）贞明六年；前蜀二年；岐天復二十年；于阗同慶九年；大長和安和四年；契丹神册五年；南汉四年；日本延喜二十年；后百济正开二十年；高丽天授三年 |

## 大事记
- 遼太祖耶律阿保機創制契丹文，下詔頒行。
- 日尔曼人的东法兰克王国改称为“德意志王国”（拉丁文 Regnum teutonicum），开始了所谓德国历史。
- 西非加纳全盛。

## 出生
- 路易四世，西法蘭克王國加洛林王朝的國王。
- 高保融，五代十國時期荊南君主。
- 南漢殤帝劉玢，五代十國時期南漢君主。
- 南漢中宗劉晟，五代十國時期南漢君主。